# 牛肉

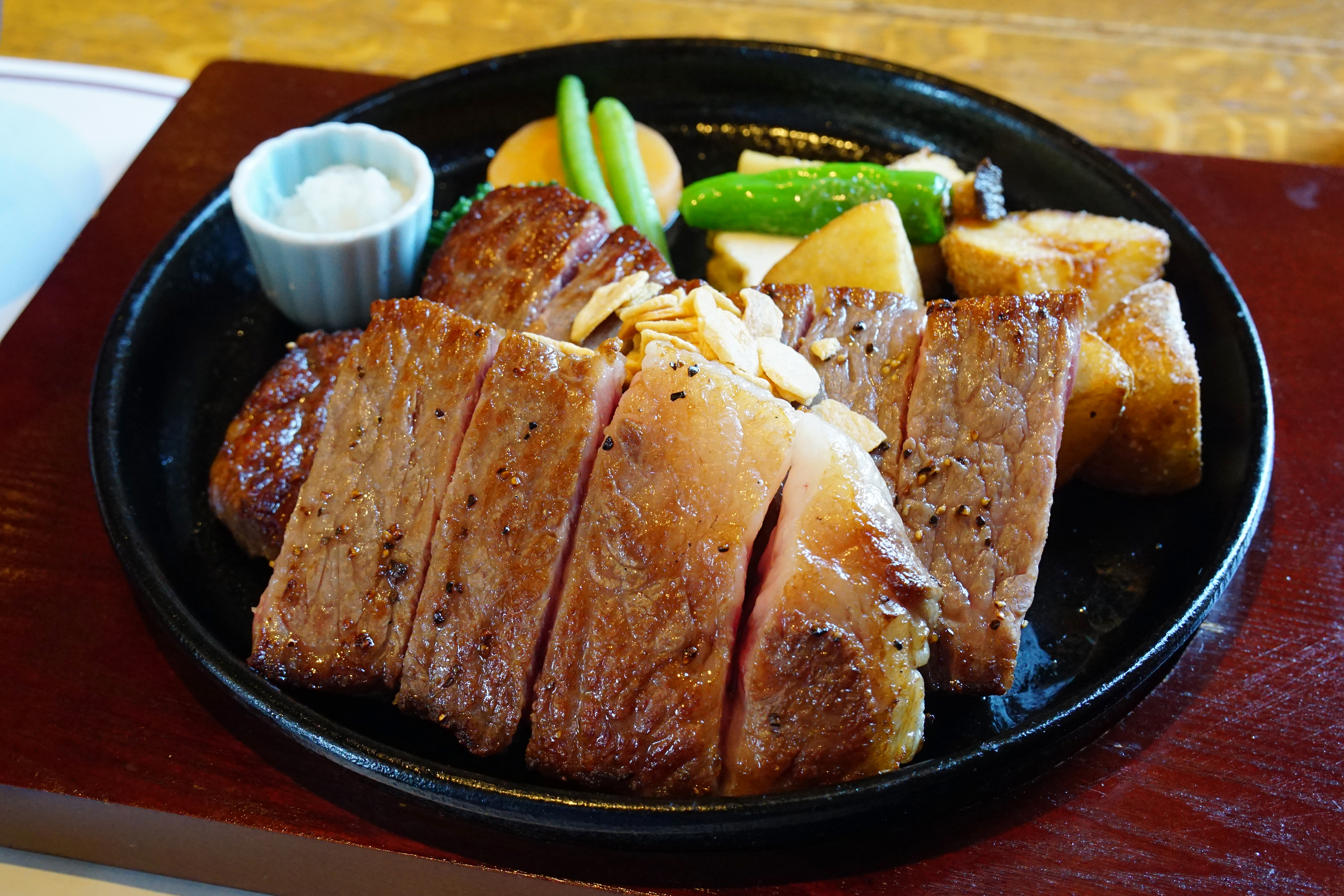
牛排

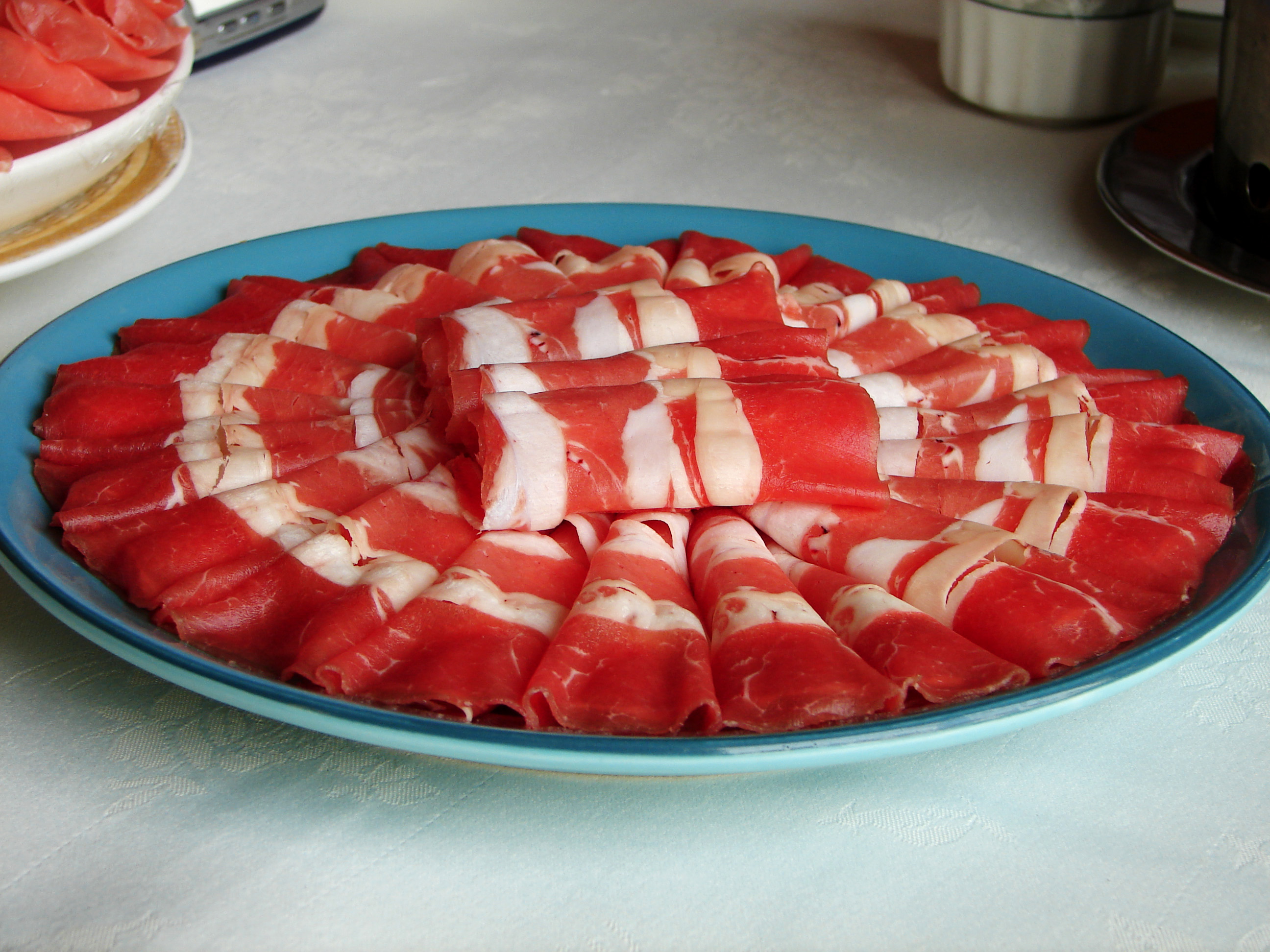
生牛肉片

牛肉是指從牛身上得出的肉，為常见的肉品之一。肌肉部分可以切成牛排、牛肉块或牛仔骨，也可以与其他的肉混合做成香肠或血肠。
在史前时代，人类猎杀野牛，后来驯化了它们。从那时起，为了保证肉的品質或数量，专门培育了许多品种的牛。今天，牛肉是世界上第三大消费最广泛的肉类，仅次于猪肉和家禽。截至2018年，美国、巴西和中华人民共和国是最大的牛肉消费国。
牛肉在世界多数国家中被广泛食用或合法食用。一些文化将食用牛肉视为其禁忌，如大多数印度宗教反对杀牛和吃牛，因为牛在印度具有崇高的地位。另一方面因為飼養成本較其他肉品高昂，牛肉在部份國家價格居高不下，也是高級料理中最常選用的肉品之一。

## 概要
一般常見的肉牛多為阉牛，肉质和小母牛相似，但阉牛的脂肪更少。年纪大的母牛和公牛肉质粗硬，常用来做牛絞肉。肉牛一般需要经过育肥，饲以谷物、膳食纤维、蛋白质、维生素和矿物质。
牛肉是世界第三消耗肉品，约占肉制品市场的25%。落后于猪肉（38%）和家禽（30%）。美国、巴西和中国是世界消费牛肉前三的国家。按2009年人年消费来看，阿根廷以64.6千克排名第一，美国为42.1千克，欧洲为11.9千克。
最大的牛肉出口国包括印度、巴西、澳大利亚和美国。牛肉制品对于巴拉圭、阿根廷、爱尔兰、墨西哥、新西兰、尼加拉瓜、乌拉圭的经济有重要影响。

## 历史
人类从史前就开始吃牛肉，史前的岩画就反映了人类捕原牛的场景。公元前8000年人类驯化了牛，获得了稳定的牛肉、牛奶和牛皮来源。在欧亚大陆人们用牛来耕地、挤奶、屠宰。后来又培育了肉牛，专用于屠宰。
因为牛是重要的农耕用具，因此中国历史上唐朝、宋朝、明朝、清朝等王朝都曾经下令禁止随意宰杀牛，連非耕牛都不行；僅有部分地区（例如四川自贡）由于地形等因素，需大量使用牛隻進行运输，这些牛年老退役后会被宰杀食用(另一情況是祭祀用的牲禮)。

## 分類

### 按部位

美式的牛肉分法。

英式的牛肉分法。

因为牛的脖子和四肢肌肉活動量最大，这些部分的肉也最硬，离角和蹄越远则肉质越嫩。因此牛的不同部位肉质差别很大。名称也不同，如菲力、沙朗、T骨、肋眼等。

### 牛肉分級

#### 美國牛肉分級
美國農業部將牛肉品質分為以下等級：
- 美國極佳級（U.S. Prime），最高等級的牛肉，肉質與脂肪分布最佳。數量非常有限，約僅佔所有美國牛肉2.9%。
- 美國特選級（U.S. Choice），一般用作牛排
- 美國上選級（U.S. Select），一般用作牛肉丝、带骨肉等
- 美國标准級（U.S. Standard），常为牛的后腿肉
- 美國商用級（U.S. Commercial），去除更高级别后的大块牛肉
- 美國综合級（U.S. Utility），肉的碎块压成的大块牛肉
- 美國切割級（U.S. Cutter），即碎肉
- 美國製罐級（U.S. Canner)

#### 日本牛肉分級
日本牛肉質素（meat quality）分為5級，每一級再根據產精肉率（yield grade）分為A、B、C三級。
日本和牛（わぎゅう，Wagyu）也是根据油花分布情况来分级，等级分为1、2、3、4、5，每个等级还会根據產精肉率分為三級。A5为最高等级，其油花之细密，美名为「霜降牛肉」（香港叫做雪花牛肉）。
日本和牛中最著名的要数松阪牛、神戶牛、近江牛或米澤牛。

##### 日本名牌牛肉
以下是以肉質等級分類的主要的名牌牛肉。
| 肉 質 等 級 | 5 | 仙 台 牛          | 佐 賀 牛       | 神 戶 牛 | 前 澤 牛 | 若 柳 牛 | 常 陸 牛    | 阿 波 牛 | 宮 崎 牛    | 米 澤 牛 | 大 和 牛 | 飛 驒 牛 | 熊 野 牛 | The ・ 大 分 豐 後 牛 | 石 垣 牛 | 松 阪 牛 | 伊 賀 牛 | 近 江 牛 | 三 田 牛 | 島 根 和 牛 | 千 屋 牛 | No.12 | B M S |
| 肉 質 等 級 | 5 | 仙 台 牛          | 佐 賀 牛       | 神 戶 牛 | 前 澤 牛 | 若 柳 牛 | 常 陸 牛    | 阿 波 牛 | 宮 崎 牛    | 米 澤 牛 | 大 和 牛 | 飛 驒 牛 | 熊 野 牛 | The ・ 大 分 豐 後 牛 | 石 垣 牛 | 松 阪 牛 | 伊 賀 牛 | 近 江 牛 | 三 田 牛 | 島 根 和 牛 | 千 屋 牛 | No.11 | B M S |
| 肉 質 等 級 | 5 | 仙 台 牛          | 佐 賀 牛       | 神 戶 牛 | 前 澤 牛 | 若 柳 牛 | 常 陸 牛    | 阿 波 牛 | 宮 崎 牛    | 米 澤 牛 | 大 和 牛 | 飛 驒 牛 | 熊 野 牛 | The ・ 大 分 豐 後 牛 | 石 垣 牛 | 松 阪 牛 | 伊 賀 牛 | 近 江 牛 | 三 田 牛 | 島 根 和 牛 | 千 屋 牛 | No.10 | B M S |
| 肉 質 等 級 | 5 | 仙 台 牛          | 佐 賀 牛       | 神 戶 牛 | 前 澤 牛 | 若 柳 牛 | 常 陸 牛    | 阿 波 牛 | 宮 崎 牛    | 米 澤 牛 | 大 和 牛 | 飛 驒 牛 | 熊 野 牛 | The ・ 大 分 豐 後 牛 | 石 垣 牛 | 松 阪 牛 | 伊 賀 牛 | 近 江 牛 | 三 田 牛 | 島 根 和 牛 | 千 屋 牛 | No.9  | B M S |
| 肉 質 等 級 | 5 | 仙 台 牛          | 佐 賀 牛       | 神 戶 牛 | 前 澤 牛 | 若 柳 牛 | 常 陸 牛    | 阿 波 牛 | 宮 崎 牛    | 米 澤 牛 | 大 和 牛 | 飛 驒 牛 | 熊 野 牛 | The ・ 大 分 豐 後 牛 | 石 垣 牛 | 松 阪 牛 | 伊 賀 牛 | 近 江 牛 | 三 田 牛 | 島 根 和 牛 | 千 屋 牛 | No.8  | B M S |
| 肉 質 等 級 | 4 | 仙 台 黑 毛 和 牛 | 佐 賀 牛       | 神 戶 牛 | 前 澤 牛 | 若 柳 牛 | 常 陸 牛    | 阿 波 牛 | 宮 崎 牛    | 米 澤 牛 | 大 和 牛 | 飛 驒 牛 | 熊 野 牛 | The ・ 大 分 豐 後 牛 | 石 垣 牛 | 松 阪 牛 | 伊 賀 牛 | 近 江 牛 | 三 田 牛 | 島 根 和 牛 | 千 屋 牛 | No.7  | B M S |
| 肉 質 等 級 | 4 | 仙 台 黑 毛 和 牛 | 佐 賀 産 和 牛 | 神 戶 牛 | 前 澤 牛 | 若 柳 牛 | 常 陸 牛    | 阿 波 牛 | 宮 崎 牛    | 米 澤 牛 | 大 和 牛 | 飛 驒 牛 | 熊 野 牛 | The ・ 大 分 豐 後 牛 | 石 垣 牛 | 松 阪 牛 | 伊 賀 牛 | 近 江 牛 | 三 田 牛 | 島 根 和 牛 | 千 屋 牛 | No.6  | B M S |
| 肉 質 等 級 | 4 | 仙 台 黑 毛 和 牛 | 佐 賀 産 和 牛 | 但 馬 牛 | 前 澤 牛 | 若 柳 牛 | 常 陸 牛    | 阿 波 牛 | 宮 崎 牛    | 米 澤 牛 | 大 和 牛 | 飛 驒 牛 | 熊 野 牛 | The ・ 大 分 豐 後 牛 | 石 垣 牛 | 松 阪 牛 | 伊 賀 牛 | 近 江 牛 | 三 田 牛 | 島 根 和 牛 | 千 屋 牛 | No.5  | B M S |
| 肉 質 等 級 | 3 | 仙 台 黑 毛 和 牛 | 佐 賀 産 和 牛 | 但 馬 牛 |          |          |             |          | 宮 崎 和 牛 | 米 澤 牛 | 大 和 牛 | 飛 驒 牛 | 熊 野 牛 | The ・ 大 分 豐 後 牛 | 石 垣 牛 | 松 阪 牛 | 伊 賀 牛 | 近 江 牛 | 三 田 牛 | 島 根 和 牛 | 千 屋 牛 | No.4  | B M S |
| 肉 質 等 級 | 3 | 仙 台 黑 毛 和 牛 | 佐 賀 産 和 牛 | 但 馬 牛 | No.3     |          |             |          | 宮 崎 和 牛 | 米 澤 牛 | 大 和 牛 | 飛 驒 牛 | 熊 野 牛 | The ・ 大 分 豐 後 牛 | 石 垣 牛 | 松 阪 牛 | 伊 賀 牛 | 近 江 牛 | 三 田 牛 | 島 根 和 牛 | 千 屋 牛 |       | B M S |
| 肉 質 等 級 | 2 |                   | 佐 賀 産 和 牛 | 但 馬 牛 |          |          | 飛 驒 和 牛 |          | 宮 崎 和 牛 | 豐 後 牛 | No.2     |          |          |                       | 石 垣 牛 | 松 阪 牛 | 伊 賀 牛 | 近 江 牛 | 三 田 牛 | 島 根 和 牛 | 千 屋 牛 |       | B M S |
| 肉 質 等 級 | 1 |                   |                | 但 馬 牛 | No.1     |          | 飛 驒 和 牛 |          | 宮 崎 和 牛 | 豐 後 牛 |          |          |          |                       |          | 松 阪 牛 | 伊 賀 牛 | 近 江 牛 | 三 田 牛 | 島 根 和 牛 | 千 屋 牛 |       | B M S |

## 食用方式

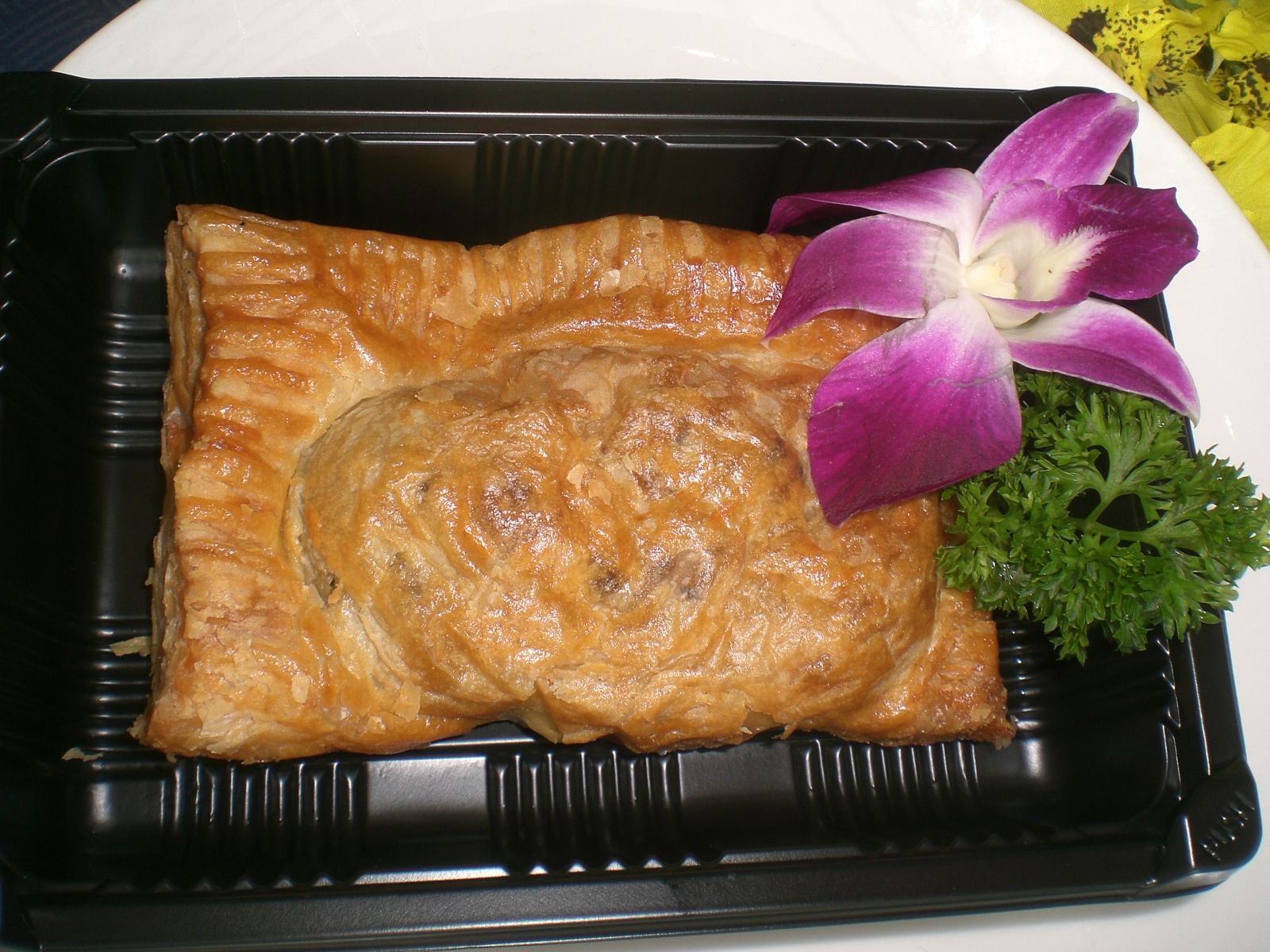
牛肉咖哩角

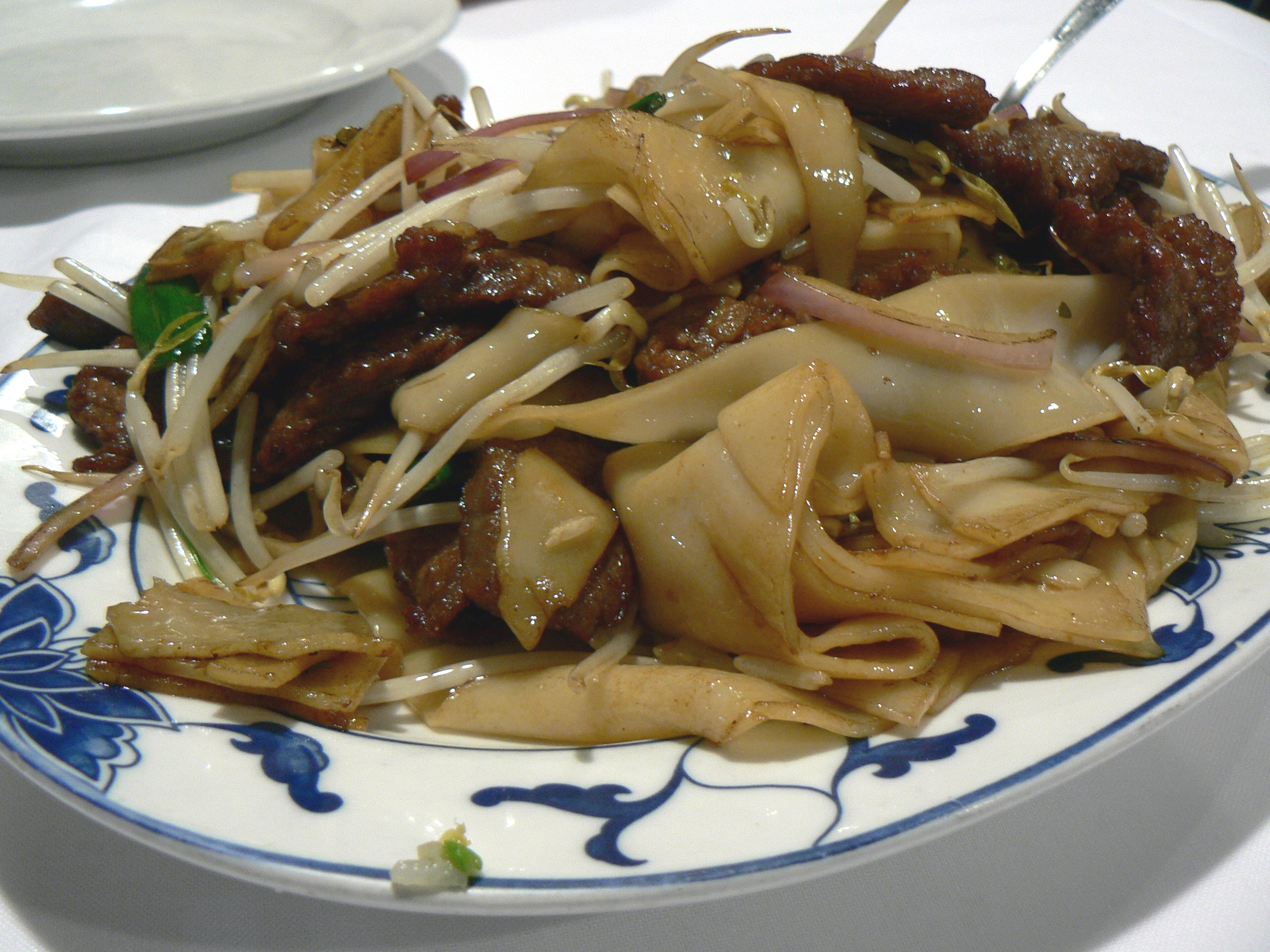
乾炒牛河

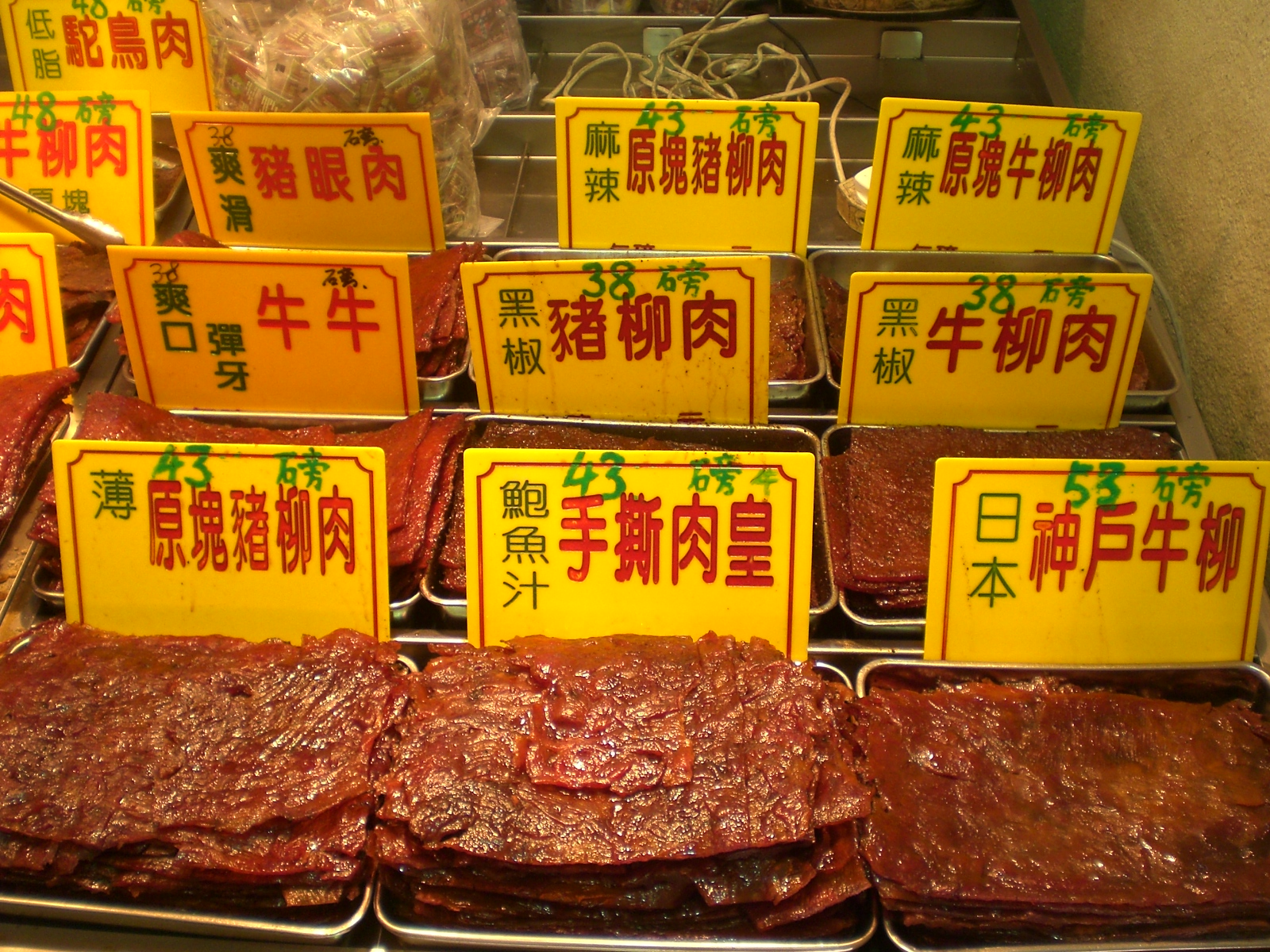
豬肉乾與牛肉乾

- 生食
只用於特别的牛肉品种
  - 鞑靼牛肉
  - 肉脍
- 烤或油煎
用烤箱烤牛肉是欧洲食用牛肉的最普遍方式，而在明火或者炭火上烧烤也非常流行。
  - 牛排
  - 漢堡排
  - 韩国烤肉
  - 威靈頓牛柳
- 炒
  - 燒牛肉
- 煮
  - 牛肉麵
- 火鍋
  - 涮牛肉
  - 壽喜燒
- 肉球
  - 山竹牛肉球
  - 牛丸
- 肉乾

- 煮湯
  - 牛肉茶
  - 牛肉羹

## 烹飪建議
哈拉尔德·楚尔·豪森於2015年7月22日的中原大學演講中指出「帶血」的牛肉與「未經消毒」的生乳，潛藏導致肌萎缩性脊髓侧索硬化症的危險因子，建議食用牛肉最好「全熟」。

## 牛肉相關問題
- 歐美牛肉激素爭議（英语：Beef hormone controversy）
- 狂牛症
- 瘦肉精
- 粉紅肉渣
- 組合肉
- 過去的研究建議一週攝取的紅肉（牛肉、豬肉、羊肉、鹿肉等）量應該低於499g。但依照哈佛大學在2012年發表的統計資料，每天的紅肉攝取量應低於42g（相當於一客牛排分一週吃），這樣可以減少心臟病及癌症風險；而香腸、培根、火腿等加工肉品的攝取量因其高鹽份、亞硝酸鹽和致癌物質則要更低。[6]另外，一些研究指出牛肉所含的鐵質，也是健康風險。
- 對於哈佛大學的統計，相關廠商的回應是：統計數據可能把吸菸、蔬菜水果及全穀類攝取量過低造成的健康風險混入；相關廠商一直表示，明顯增加心血管疾病風險的是過量攝取紅肉脂肪，若以飽和脂肪及膽固醇含量為指標，切除可見脂肪的精瘦紅肉（包含精瘦牛肉），其膽固醇及飽和脂肪僅略高於去皮雞胸肉[7]。美國心臟協會前會長也表示，依照實驗，精瘦牛肉可以加入控制心血管疾病的飲食，而且安全食用量是高於哈佛大學的統計數字。
- 美國《自然醫學雜誌》有文章指出，紅肉的瘦肉中所含的左旋肉鹼在被腸道中的細菌分解後將導致更高的膽固醇，增加罹患心臟疾病的風險。肉鹼在腸道中被分解為一種氣體，經肝臟轉化為氧化三甲胺，這種物質和血管中的脂肪之間有著密切關聯，因此食用過量紅肉對健康有害。[8]

### 牛肉列入致癌物質
2015年10月，世界衛生組織正式把包括牛肉的紅肉列入2A級別致癌物質，而經過加工的紅肉更被列為相當於香煙的1級致癌物。世界衛生組織的報告指出常吃牛肉會誘發大腸癌，建議減少進食紅肉。

### 禁忌
- 印度教徒不食用黃牛肉，但可以吃水牛肉（錫克人也忌食）。印度2014年全球最大牛肉出口國。
- 在中国古代，因為牛可助耕田、有恩於人類，故多數朝代明文禁止屠牛，違者將受刑罰。[11][12][13][14]
- 严格的素食主义者不食用任何动物製品，包括牛奶。
- 道教徒不食用牛肉，认为吃牛肉会影响修行。[15]
- 信奉观音的华裔泰国人及華南裔華人[16]不食用牛肉。這源自一個誤會，因古人缺乏學識，誤把印度教主神濕婆當作觀世音菩薩，而濕婆之坐騎正是黃牛，因此也不食牛肉。按照漢傳佛教傳統，信奉觀世音菩薩應茹素，而不是單單戒食牛肉；但信奉觀音要戒食牛肉這傳聞卻到現在仍廣為流傳。